# Hanna R. Hall
Hanna Rose Hall (ur. 9 lipca 1984 w Denver w stanie Kolorado, USA) – amerykańska aktorka. Studiowała w Kanadzie w Vancouver Film School.
Znana z występu u Sofii Coppoli w filmie Przekleństwa niewinności. Wystąpiła w roli Judith Myers, siedemnastoletniej siostry psychopatycznego Michaela Myersa, zamordowanej przez niego podczas nocy wigilii Dnia Wszystkich Świętych w filmie Halloween Roba Zombie z 2007 roku. Jedną z jej pierwszych poważnych ról była postać młodej Jenny Curran, odegrana w filmie Roberta Zemeckisa Forrest Gump z 1994 roku. Hanna wystąpiła w nim obok Toma Hanksa. Występował w serialu stacji FOX Standoff.